# Anácer (califa)
Abu Alabás Amade ibne Almostadi AAnácer Lidine Alá (em árabe: ‏ابو العباس أحمد بن المستضيء الناصر لدين الله‎; romaniz.: Abu l-Abbas Ahmad ibn al-Mustadi an-Nasir li-Dini llah, melhor conhecido como Anácer (em árabe: الناصر; romaniz.: An-Nasir/al-Nasir, foi o califa abássida entre 1180 até a sua morte em 2 de outubro de 1225. Seu lacabe significa, literalmente, "Vitorioso para a religião de Deus (Alá)". Ele tentou restaurar o califado a sua antiga posição e teve um surpreendente grau de sucesso, apesar do fato de que o califado há muito vinha sendo dominado militarmente por outras dinastias. Ele conseguiu manter o domínio não somente sobre Bagdá (a capital do Califado Abássida), mas também conseguiu estender o domínio até a Mesopotâmia e a Pérsia.
Além de suas conquistas ocasionais, ele manteve um controle consistente no Iraque, de Ticrite até o Golfo Pérsico, sem interrupções. Seu longo reinado - quarenta e sete anos - foi marcado principalmente por  relações ambíguas e corruptas com os tártaros e por seu infeliz pedido de ajuda aos mongóis, que terminariam por exterminar o governo abássida no Iraque e também a sua dinastia (os abássidas continuariam no Cairo, sob os mamelucos, seguindo os descendentes de Abu Becre, um filho de Almostarxide, um irmão do bisavô de Anácer, Almoctafi II). Mas na sua época, havia uma comparativa paz em Bagdá, com a cultura florescendo e num clima onde as obras sociais eram encorajadas.

## Biografia
O califado de Anácer é diferente dos anteriores por causa da ascensão dos grupos de futuwwa, ligados aos já há muito estabelecido grupo de ayyrun de Bagdá. Estes grupos sociais urbanos sempre existiram na capital e em outras cidades, se envolvendo em conflitos e revoltas urbanas, especialmente as de caráter sectário. Anácer os transformou num instrumento de seu governo, reorganizando-os à volta da ideologia e doutrina sufi.
Nos primeiros anos de seu califado, seu objetivo era esmagar de vez o poder dos seljúcidas e estabelecer o seu. Ele incitou uma revolta contra o sultão seljúcida, Tugril III. O xá do Império Corásmio, Aladim Tequixe , incitado por ele, atacou as forças seljúcidas e as derrotou em 1194. Tugril foi morto e sua cabeça foi exposta no palácio do califa. Tequixe, reconhecido agora como governador supremo do oriente, concedeu ao califa algumas províncias da Pérsia que até então estavam sob o jugo seljúcida.
Anácer enviou seu vizir até Tequixe com presentes, mas ele acabou irritando o xá, que atacou e derrotou a pequena tropa do califa. Depois disso, relações hostis foram a norma por muitos anos. O califa mandou assassinar um governador de Tequixe por meio de um emissário ismaelita. O xá respondeu exumando o corpo do vizir de Anácer, que tinha morrido antes, e pregou a sua cabeça numa estaca em Corásmia. Irritado com este e outros atos hostis, o califa retaliou tratando de forma brutal os peregrinos que vinha do oriente sob a bandeira da Corásmia. Mas, para além desta parca vingança, ele não tinha capacidade de iniciar uma campanha aberta contra Tequixe.
O filho do xá, Maomé II (r. 1200–1220), irritado com as ações do califa, tentou estabelecer um califa xiita para se contrapor ao poder espiritual, sunita, de Anácer. Em seguida, ele marchou contra Bagdá. Em resposta, alguns historiadores afirmam que Anácer apelou a Gengis Cã, o então ascendente líder dos mongóis, para tentar barrar o avanço de Maomé II. Este ponto é tema de controvérsia, mas é provável que o califa tenha de fato mantido contato com os então infiéis mongóis.
O califa logo descobriu que Gengis Cã era em si mesmo uma ameaça muito maior. As estepes da Ásia Central já tinham começado a se movimentar por conta das ambições do líder mongol e suas hordas colocaram Maomé em debandada. O xá morreu no exílio num ilha do mar Cáspio. Enquanto isso, Saladino, também pressionado pelos reinos cruzados, apelou para a ajuda de Anácer, que se contentou em mandar-lhe um carregamento de nafta para que os soldados usassem contra os invasores.